# Augustyny
Augustyny (deutsch Agstein) ist ein Dorf in der polnischen Woiwodschaft Ermland-Masuren. Es gehört zur Stadt- und Landgemeinde Orneta (Wormditt) im Powiat Lidzbarski (Kreis Heilsberg).

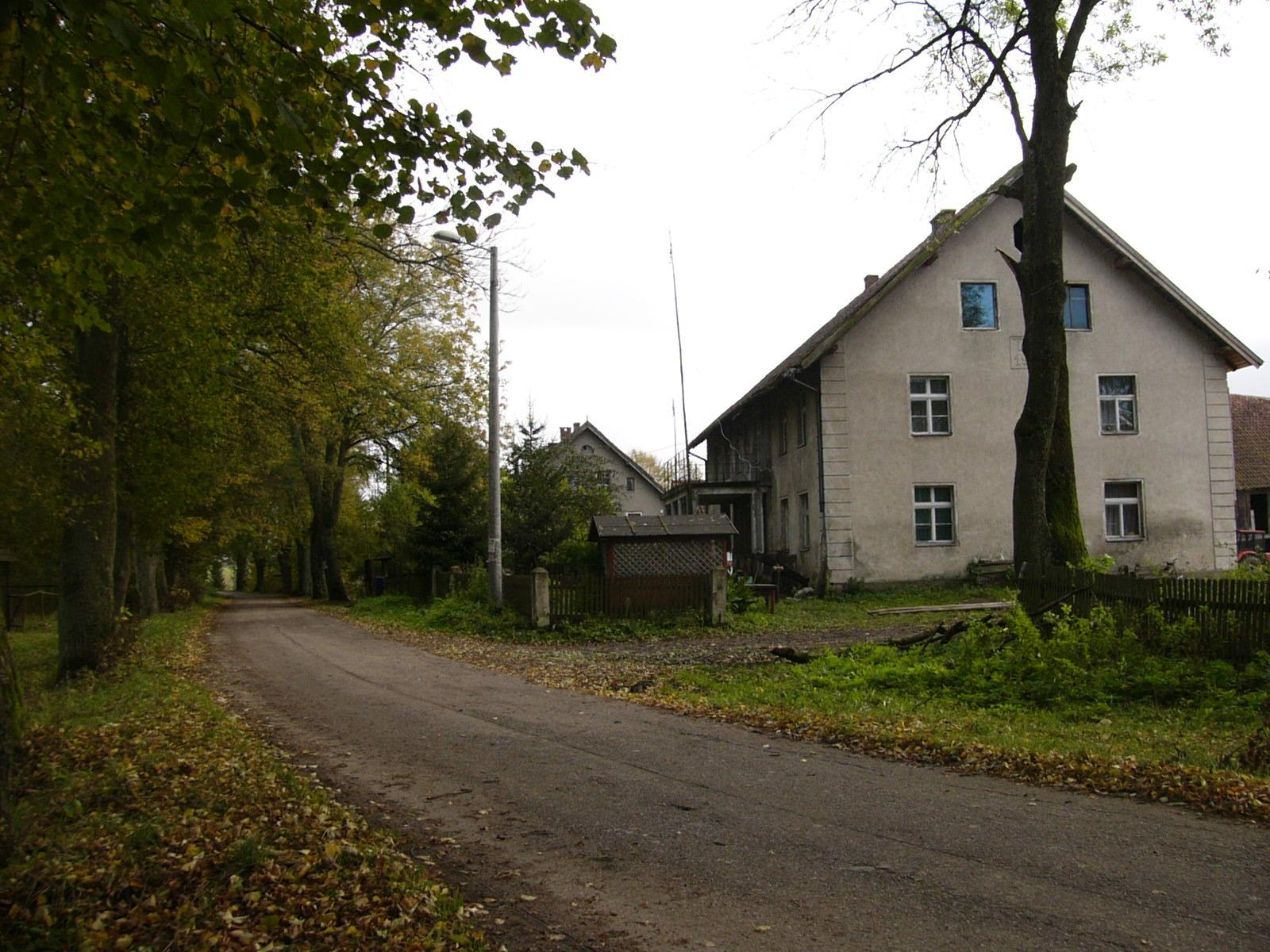
Dorfstraße in Augustyny (Agstein)

## Geographische Lage
Augustyny liegt im Westen de Jezioro Taftowo (Tafter See) im Nordwesten der Woiwodschaft Ermland-Masuren, 28 Kilometer südöstlich der früheren Kreisstadt Braunsberg (polnisch Braniewo) bzw. 34 Kilometer westlich der jetzigen Kreismetropole Lidzbark Warmiński (Heilsberg).

## Geschichte
Das kleine Dorf Agstein bestand aus zwei großen Höfen und einer Ziegelei, die es überregional bedeutend machte. 1874 kam die Landgemeinde Agstein zum neu errichteten Amtsbezirk Woynitt (polnisch Wojnity) im ostpreußischen Kreis Braunsberg, Regierungsbezirk Königsberg, zu dem sie bis 1945 gehörte.
Am 18. August 1905 wurden Teile des Gutsbezirks Groß Grünheide (polnisch Lejławki Wielkie) im Amtsbezirk Basien (polnisch Bażyny) in Agstein eingegliedert. Auf diese Weise vergrößert zählte Agstein im Jahre 1910 72 Einwohner. Die Einwohnerzahl stieg bis 1925 auf 77.
Am 30. September 1928 wurde der gesamte Gutsbezirk Groß Grünheide nach Agstein eingemeindet, so dass die Einwohnerzahl sich im Jahre 1933 auf 92 und 1939 auf ebenfalls 92 belief.
Nach Abtretung des gesamten südlichen Ostpreußen an Polen in Kriegsfolge im Jahre 1945 erhielt Agstein die polnische Namensform „Augustyny“. Das Dorf ist heute eine Ortschaft im Verbund der Gmina Orneta (Stadt- und Landgemeinde Wormditt) im Powiat Lidzbarski (Kreis Heilsberg), von 1975 bis 1998 der Woiwodschaft Elbląg, seither der Woiwodschaft Ermland-Masuren zugehörig. Die Einwohnerzahl Augustynys im Jahre 2021 belief sich auf 35.

## Religion
Die mehrheitlich römisch-katholische Bevölkerung Agsteins gehörte vor 1945 zur Pfarrei Stegmannsdorf. Ihr als Pfarrkirche in Chwalęcin im Dekanat Orneta, Erzbistum Ermland, ist auch Augustyny seit 1945 zugeordnet.
Die evangelischen Einwohner Agsteins waren bis 1945 in die Pfarrkirche Mehlsack eingegliedert, die zur Kirchenprovinz Ostpreußen der Kirche der Altpreußischen Union gehörte. Die evangelischen Einwohner Augustynys sind heute der Diözese Masuren der Evangelisch-Augsburgischen Kirche in Polen zugeordnet.

## Verkehr
Augustyny liegt an der Nebenstraße N 1399, die bei Nowy Dwór (Neuhof) von der Woiwodschaftsstraße 507 (hier im Abschnitt der einst deutschen Reichsstraße 126) abzweigt und über Krzykały (Krickhausen) bis nach Bornity (Bornitt) führt. Außerdem endet eine vom Kirchdorf Chwalęcin (Stegmannsdorf) kommende Nebenstraße in Augustyny.
Ein Bahnanschluss besteht nicht.